# 青を味方に。
『青を味方に。』（あおをみかたに）は、ブルボンの「アルフォートミニチョコレート」の公式サイトにて公開されているストーリーテキスト。

## 概要
『青を味方に。』はアルフォートのCMストーリーテキストで、YOASOBIの5枚目の楽曲『群青』の原作にあたるものとなっている。
ブルボン公式YouTubeでは、8月20日からSPECIAL MOVIE「青を味方に。」篇が公開された。
また、2020年9月から10月にかけては本作の名前がつけられた「青を味方に」キャンペーンが行われ、その後も2020年12月から2021年2月にかけては「青を味方に」キャンペーン第3弾が行われた。
本作の全文はアルフォートの公式ホームページで確認することができたが、サイトが閉鎖。現在はYOASOBI公式サイト「SONGS / NOVELS」より確認することができる。